# Linia czasu
Linia czasu (tytuł oryginalny Timeline) – powieść amerykańskiego pisarza Michaela Crichtona, opublikowana w 1999 roku.
Powieść przedstawia losy grupy studentów historii, którzy udają się do XIV-wiecznej Francji, by uratować swojego profesora. Oprócz rysu historycznego średniowiecznej Europy, powieść zawiera odniesienia do takich teorii naukowych jak: mechanika kwantowa czy teoria wieloświata.
Na podstawie książki w 2000 roku powstała gra komputerowa wydana pod tym samym tytułem. Powieść została zekranizowana przez Richarda Donnera w 2003.